# Why Does It Rain?
Why Does It Rain? to drugi singel szwedzkiego piosenkarza Darina z debiutanckiej płyty The Anthem.